# 朱化宇
朱化宇（英語：Joseph Zhu Hua-yu，1918年—2005年2月26日，聖名：若瑟），是天主教中國籍神父，愛國會非法自選自聖主教，被教宗絕罰。自稱擔任安慶總教區主教。

## 生平
朱化宇出生於1964年的中國河北省威縣。於1947年晉鐸。文化大革命期間，他被安被下放到農村工作，不得傳播福音。1981年，獲得平反。
1983年，朱化宇被推選為蚌埠教區主教委選人。1986年11月30日，朱化宇未經聖座准許，由中國官方組織愛國會安排非法自選自聖。由濟南總教區非法主教鍾呼锿德祝聖晉牧，並自稱是接替趙信義出任蚌埠教區正權主教。事後，因為塗世華在未獲得時任教宗若望保祿二世准許，自選自聖違反《天主教法典》被絕罰。
1997年，他自稱兼任為安慶總教區、蕪湖教區和蚌埠教區的主教。
2001年7月，中國官方組織中國天主教愛國會未經聖座准許，擅自將安徽省內的安慶總教區、蕪湖教區和蚌埠教區合併為安徽教區，朱化宇成為新成立的安徽教區主教。
2005年2月26日，朱化宇在中國安徽省合肥市去世，享年87歲。直至朱化宇死後，仍未獲得教宗認可和赦免。